# Le avventure di Spirou e Fantasio
 Le avventure di Spirou e Fantasio (Les Aventures de Spirou et Fantasio) è un film del 2018 diretto da Alexandre Coffre basato sulla serie a fumetti Spirou e Fantasio.

## Trama
Quando il Conte di Champignac viene rapito un ladruncolo travestito da fattorino, Spirou ed un giornalista fallito di nome Fantasio collaborano per ritrovarlo.

## Distribuzione
Il film è stato distribuito nelle sale cinematografiche francesi dal 21 febbraio 2018; in Italia è stato trasmesso direttamente in televisione su Italia 1 il 19 maggio 2019.

### Edizione italiana
L'edizione italiana de Le avventure di Spirou e Fantasio è stata curata da LaBibi.it, su dialoghi di Sara Musacchio e direzione del doppiaggio di Lorenzo De Angelis.